# David Lane
David Lane, född 2 november 1938 i Woden, Iowa, död 28 maj 2007 i Terre Haute, Indiana, var en amerikansk vit nationalist som dömdes till 190 års fängelse för inblandning i mordet på radiomannen Alan Berg 1984. Straffet avtjänades fram till 2007 i Supermax-fängelset ADX Florence i Florence, Colorado. Strax före sin död överfördes han på grund av svår sjukdom till ett federalt fängelse i Terre Haute, Indiana, där han avled i ett epilepsianfall vid 68 års ålder.
Som barn blev medlem i diverse högerextrema och rasistiska grupper, som John Birch Society och Ku Klux Klan. Lane deltog i bildandet av terrororganisationen The Order och aktiviteter som denna företog, inklusive attentat. För mordet på Alan Berg, som Lane anstiftade och agerade chaufför för, dömdes han till 190 års fängelse med en minimal strafftid på 50 år. Lane är efter sin död mest känd för sitt motto, vilket omnämns som de fjorton orden, och därmed också frasen 1488, som syftar på dessa, på "de 88 föreskrifterna" samt förkortningen 88, "Heil Hitler", efter alfabetets åttonde bokstav. Lane var stark anhängare av teorin om Zionst Occupation Government, om en judisk världsregering, och nordisk mysticist. Han grundade tillsammans med makan Katja Lane och Ron McVan organisationen Wotansvolk.
David Lane författade en bok som heter Revolution. I den boken finns också "de 88 föreskrifterna" för den bredare vit makt-rörelsen, författade av Lane.